# 칼륨 명반
칼륨 명반(Potassium alum), 포타슘 알룸, 칼륨 백반은 화학식 KAl(SO4)2을 갖는 칼륨, 알루미늄의 복황산염인 화합물이다. 수화물 KAl(SO4)2·12H2O로서 자주 마주친다. 백반으로 불리는 일반 등급의 화합물들 중 가장 중요한 화합물이며 간단히 백반(alum)으로도 부른다.
칼륨 명반은 정수, 피혁, 태닝, 염색, 방화옷감, 베이킹파우더에 흔히 사용된다. E 번호는 E522이다. 데오도란트로서 화장 목적으로도 사용되며, 면도 후 사소한 출혈이 있을 때 지혈제로도 사용된다.

## 같이 보기
- 백반 (화학)